# 小市眞琴
小市 眞琴（こいち まこと、2月17日 - ）は、日本の声優、舞台女優、振付師。東京都出身。tomorrow jam所属。

## 経歴
演劇科のある高校に通ったことがきっかけで、芝居の道を志すようになる。
声優になる以前は主に舞台を中心に、舞台女優として活動。
ミュージカル『らき☆すた≒おん☆すて』に出演時に、アニメ版の『らき☆すた』を見て自身の役を研究するうちに声優業に惹かれていった。
アトミックモンキー / 声優・演技研究所に第7期生として通ったのち、2014年4月よりアトミックモンキーに所属。
声優としての初のメインキャラクターはゲーム『トイズドライブ』のタクト。
2014年12月に上演された舞台『ペルソナ4 ジ・アルティメット イン マヨナカアリーナ』では、当初出演予定だった伊瀬茉莉也の体調不良により、本番9日前に代役として抜擢。作中、アクション・ダンス・歌がある中で里中千枝役を演じた。
2016年、『ナースウィッチ小麦ちゃんR』で、男装アイドルの如月ツカサ役を演じ、アニメデビュー。それに伴い、巴奎依・山崎エリイと共に、メインヒロイン3人の声優で結成されたユニット「まじかる☆あ〜る」として活動していた。担当カラーは黄色。
同年4月放送『バトルスピリッツ ダブルドライブ』の、茂上駿太役で初主演を果たした。
2021年4月1日、アトミックモンキーを退所し、ステイラックへ移籍。2024年12月1日、ステイラックを退所し、tomorrow jamへ移籍。
2023年2月、文化放送 超!A&G+にてマンスリースペシャル『小市眞琴のヒトリゴト』を担当。初めての一人喋りラジオを担当している。なお、2020年から不定期でツイキャス配信をおこなっている。

## 人物
- 子供が好きだったため、保育士を目指していたが、勉強が得意でなかったために断念したと語っている[6]。
- 学生時代にはミュージカルを学んだことでダンス、そして殺陣・アクションを特技とする。
- 実家がヴァイオリン教室を営んでいた為、ヴァイオリンを習ってみるもピアノの方が性に合い、以降中学生になるまでピアノを習っていた。
- 体育優良生徒として学校で表彰されるなど、スポーツ全般が得意。中学生時代には、テニス部と陸上部を掛け持ちしていた[6]。
- 趣味は仏像鑑賞・サッカー観戦・読書。サッカーは湘南ベルマーレを応援している[15]。絵を描くことも好きであり[16]、X（旧Twitter）上に手掛けたイラストを投稿している。
- 大の仏像好きであり、本人のトークでも度々話題に上がる。その中でも特に好きな仏像は金剛峯寺の八大童子、秋篠寺の技芸天、永平寺の一葉観音、ネルソン・アトキンス美術館の水月観音、放光寺の天弓愛染明王像。自身のコラムで、毎月一押しの仏像を紹介している[17]。高校時代、国語の授業中に電子辞書で様々な言葉を検索しているうちに「観音」という言葉に格好良さを感じたことが仏像に魅力を感じたきっかけである[16]。
- 尊敬する人物はみうらじゅん。
- 憧れの声優は川上とも子、矢島晶子。声優以外では山田孝之の演技を尊敬していると語っている[16]。

## エピソード
2018年1月25日のニコニコ生放送において『アイドルマスター シンデレラガールズ』で結城晴役の声優を務めることが発表されたが、その2年以上前にTwitterで晴P（アイドルマスターシリーズのファン）を公言していた。自身が声優を担当する役とは別に、他に推しのアイドルが存在するなどの前例はあったが、以前から推していたキャラクターの声優をのちに本人が担当することになった経緯は異例であった。

## 出演
太字はメインキャラクター。

### テレビアニメ
2016年
- ナースウィッチ小麦ちゃんR（如月ツカサ）
- バトルスピリッツ ダブルドライブ（2016年 - 2017年、茂上駿太）

2017年
- スタミュ（2017年 - 2019年、女生徒、女性店員） - 2シリーズ
- アホガール（幼少期の明）
- タイムボカン 逆襲の三悪人（ゴーカブトン、実ワンコ、寸胴メカ、イモトメカ、ウグイス嬢、男の子、女店員）

2018年
- カードキャプターさくら クリアカード編（生徒）
- サンリオ男子（少年の誠一郎）
- ポチっと発明 ピカちんキット（子供B、クラスメイトB）
- ハクメイとミコチ（ササナミ）
- メルヘン・メドヘン（ドリュー・バーホーベン）
- レイトン ミステリー探偵社 〜カトリーのナゾトキファイル〜（アンディ（幼少期）、市民）
- クレヨンしんちゃん（着替え係）
- ゴールデンカムイ（2018年 - 2023年、少年、子供たち） - 2シリーズ
- ハイスクールD×D HERO（幼少期のサイラオーグ）
- 斉木楠雄のΨ難（女性店員、おかじま）
- アイドルマスター シンデレラガールズ劇場（結城晴）
- 七星のスバル（比屋根、幼い貴法）
- ガンダムビルドダイバーズ（ロン）
- ヤマノススメ サードシーズン（クラスメイトB）
- はたらく細胞（未熟胸腺細胞3）
- 狐狸之声（チャン）
- ラディアン（2018年 - 2020年、ミスター・ボブリー、トミー、プセ、タジの弟、ルル 他） - 2シリーズ
- 抱かれたい男1位に脅されています。（MC）
- カードファイト!! ヴァンガード（2018年 - 2020年、戦場の嵐 サグラモール、石田ナオキ〈幼少期〉） - 2シリーズ
- あかねさす少女（アキオ）
- 叛逆性ミリオンアーサー（少年ガイーラ）

2019年
- エガオノダイカ（ユニ・ヴァンキッシュ）
- W'z《ウィズ》（岸和田凱〈幼少期〉）
- 盾の勇者の成り上がり（村人）
- 同居人はひざ、時々、頭のうえ。（矢坂隼翔）
- 荒野のコトブキ飛行隊（ソウヤ）
- 転生したらスライムだった件（冒険者達）
- 鬼滅の刃（手鬼の兄）
- スター☆トゥインクルプリキュア（那須ゆみか）
- 女子高生の無駄づかい（ゲームコーナーにいたママ）
- ダンジョンに出会いを求めるのは間違っているだろうか シリーズ（2019年 - 2022年、アマゾ娼婦、アマゾネス） - 2シリーズ
- あひるの空（女子高生、女子生徒）
- ACTORS -Songs Connection-（男の子）
- ライフル・イズ・ビューティフル（生徒）
- ぬるぺた（クラスメイトB）
- どるふろ -狂乱篇-（M1897）

2020年
- ＜Infinite Dendrogram＞-インフィニット・デンドログラム-（ルーク・ホームズ〈ルシウス・ホームズ〉）
- 歌舞伎町シャーロック（ランポ）
- pet（ヒロキ〈幼少期〉）
- 異種族レビュアーズ（エルザ、アワビ）
- ヒーリングっど♥プリキュア（2020年 - 2021年、母親、長良澄子）
- しまじろうのわお!
- ミュークルドリーミー（2020年 - 2022年、嫉妬女子③、女子③、マネージャー、星野みなこ） - 2シリーズ
- LISTENERS リスナーズ（カウンシル部隊）
- かくしごと（女性B）
- モンスター娘のお医者さん（幼いグレン）
- フルーツバスケット（女子生徒）
- 100万の命の上に俺は立っている（2020年 - 2021年、時舘由香） - 2シリーズ
- 神達に拾われた男（2020年 - 2023年、クフォ） - 2シリーズ
- 魔王城でおやすみ（アカツキ〈幼少〉）
- 炎炎ノ消防隊 弐ノ章（女子生徒）
- A3!（観客）

2021年
- スケートリーディング☆スターズ（前島絢晴〈小学生〉）
- ホリミヤ（2021年 - 2023年、仙石翔〈幼少期〉、女子生徒） - 2シリーズ
- 無職転生 〜異世界行ったら本気だす〜（子供A、ラクラーナ） - 2シリーズ
- さよなら私のクラマー（佃真央）
- 幼なじみが絶対に負けないラブコメ（少年末晴、漣）
- 転生したらスライムだった件 転スラ日記（ベニマル〈幼少期〉）
- TSUKIPRO THE ANIMATION 2（圭人〈幼少〉）
- かげきしょうじょ!!（男子B）
- NIGHT HEAD 2041（黒木ユウヤ〈幼少〉）
- カードファイト!! ヴァンガード overDress（2021年 - 2024年、先生、スオウ幼少期） - 3シリーズ
- 世界最高の暗殺者、異世界貴族に転生する（ルーグ〈少年期〉）
- 見える子ちゃん（恭介の友達A）
- 海賊王女（紫檀〈幼少〉）
- ビルディバイド（2021年 - 2022年、斉木ミハイル） - 2シリーズ

2022年
- 終末のハーレム（怜人〈少年〉）
- リーマンズクラブ（渋沢ハルキ）
- ヴァニタスの手記（ジャン＝ジャック〈少年時代〉）
- 処刑少女の生きる道（子供）
- 境界戦機（モー）
- カッコウの許嫁（クラスメイトC、クラスメイトB）
- ヒーラー・ガール（子供達）
- くノ一ツバキの胸の内（アオギリ）
- 転生賢者の異世界ライフ 〜第二の職業を得て、世界最強になりました〜（リーサ）
- ようこそ実力至上主義の教室へ（2022年 - 2024年、小野寺かや乃） - 2シリーズ
- リコリス・リコイル（乙女サクラ）
- はたらく魔王さま!!（2022年 - 2023年、少年サタン） - 2シリーズ
- 後宮の烏（夏高峻〈少年時代〉）
- クールドジ男子（2022年 - 2023年、女子、女性客、田中の友人）

2023年
- 不滅のあなたへ（カイ〈少年〉）
- The Legend of Heroes 閃の軌跡 Northern War（ラヴィアン・ウィンスレット）
- トモちゃんは女の子!（久保田淳一郎〈幼少期〉）
- 火狩りの王（2023年 - 2024年、火穂） - 2シリーズ
- 魔王学院の不適合者 II 〜史上最強の魔王の始祖、転生して子孫たちの学校へ通う〜（ギガデアス）
- 文豪ストレイドッグス（大倉燁子） - 2シリーズ
- アイドルマスター シンデレラガールズ U149（結城晴）
- 私の百合はお仕事です!（橘純加）
- 地獄楽（2023年 - 2026年、ヌルガイ） - 2シリーズ
- ふしぎ駄菓子屋 銭天堂（2023年 - 2024年、溝口昴、むぎ、捨てられたおもちゃ）
- 機動戦士ガンダム 水星の魔女（オルコットの息子）
- アンデッドガール・マーダーファルス（馳井静句）
- るろうに剣心 -明治剣客浪漫譚- (2023)（2023年 - 2025年、明神弥彦） - 2シリーズ
- 白聖女と黒牧師（エリック）
- 死神坊ちゃんと黒メイド（2023年 - 2024年、幼いウォルター、ウサギ魔女） - 2シリーズ
- 陰の実力者になりたくて! 2nd season（クローディア）
- 暴食のベルセルク（メミル・ブレリック）
- 新しい上司はど天然（白崎〈幼児・幼少〉、幼少白崎）
- ポーション頼みで生き延びます!（エクトル）
- オーバーテイク!（男の子）
- シャングリラ・フロンティア（2023年 - 2025年、モドルカッツォ / カッツォタタキ / オイカッツォ / 魚臣慧）- 2シリーズ
- アンデッドアンラック（ケン）
- ビックリメン（フッド〈幼少期〉）
- 東京リベンジャーズ（乾青宗〈小学生〉）
- ドッグシグナル（2023年 - 2024年、丹羽幼少）
- とあるおっさんのVRMMO活動記（南の砦の責任者の娘）
- デッドマウント・デスプレイ（パロミー）

2024年
- 異修羅（リュセルス）
- ゆびさきと恋々（芦沖桜志〈少年期〉）
- 転生したら第七王子だったので、気ままに魔術を極めます（2024年 - 2025年、ロイド） - 2シリーズ
- ただいま、おかえり（こしあんまん）
- 終末トレインどこへいく?（西吾野男子）
- リンカイ!（防府幸梅）
- デート・ア・ライブV（エリオット・ボールドウィン・ウッドマン〈幼少期〉）
- 異世界失格（ニア）
- 多数欠（相馬〈子供〉）
- グレンダイザーU（アインス）
- 神之塔 -Tower of God- 王子の帰還（カサノ〈幼少期〉）
- Re:ゼロから始める異世界生活 3rd season（ルスベル）
- 結婚するって、本当ですか（斎藤あかね）
- チ。-地球の運動について-（生徒）
- 妻、小学生になる。（タケル）
- 最凶の支援職【話術士】である俺は世界最強クランを従える（マリオン）
- 村井の恋（男子小学生）
- 妖怪学校の先生はじめました!（狸塚豆子〈7女〉）

2025年
- 想星のアクエリオン Myth of Emotions（ツキシロ リミヤ）
- どうせ、恋してしまうんだ。（輝月〈幼少期〉）
- SAKAMOTO DAYS（男の子） - 2シリーズ
- メダリスト（鴗鳥理凰）
- 戦隊レッド 異世界で冒険者になる（グロッサ）
- ハニーレモンソーダ（のあ）
- アン・シャーリー（デイビー・キース）
- 銀河特急 ミルキー☆サブウェイ（カナタ）
- 学校では教えてくれない大切なこと（整太のお母さん、常盤管太）
- 勇者パーティーを追放された白魔導師、Sランク冒険者に拾われる 〜この白魔導師が規格外すぎる〜（ロイド〈幼少期〉）
- ダンダダン（ジジ〈小学生時代〉）
- 水属性の魔法使い（レオノール）
- ブスに花束を。（上野圭介）
- 鬼人幻燈抄（忠信）

### 劇場アニメ
- ぼくらの7日間戦争（2019年、マレット[66]）
- 映画 さよなら私のクラマー ファーストタッチ（2021年、竹井薫〈幼少期〉）
- 劇場編集版 かくしごと -ひめごとはなんですか-（2021年）
- 劇場版 抱かれたい男1位に脅されています。〜スペイン編〜（2021年、准太〈幼少期〉、エレナ）
- 劇場版 転生したらスライムだった件 紅蓮の絆編（2022年、ベニマル〈幼少期〉）
- 機甲英雄 劇場版 我與我等於無限大（2023年、里昂[67]、鏡像 里昂）
- コードギアス 奪還のロゼ（2024年、アッシュ〈幼少期〉）

### Webアニメ
2010年代
- BROTHERHOOD FINAL FANTASY XV（2016年、マリリス、生徒、お姉さん）
- B: The Beginning（2018年、ナスカ）
- アイドルマスター シンデレラガールズ劇場 火曜シンデレラシアター / Extra Stage（2019年 - 2020年、結城晴） - 2シリーズ
- ケンガンアシュラ（2019年 - 2023年、松田智子） - 3シリーズ
- 機甲英雄 機鬥勇者 日本語版（2019年、里昂）
- 斉木楠雄のΨ難 Ψ始動編（2019年、小学生B）

2020年代
- 爆丸アーマードアライアンス（2020年、子供1）
- ハレルヤ -運命の選択-（2020年、街中の人）
- 極主夫道（2021年、おもちゃ屋の店員A）
- The Missing 8（2021年、パンクン）
- スペシャルアニメ「死役所」（2022年、小野田凛）
- コタローは1人暮らし（2022年、3兄弟のお兄ちゃん）
- CINDERELLA GIRLS 10th Anniversary Celebration Animation ETERNITY MEMORIES（2022年、結城晴）
- 七つの大罪 怨嗟のエジンバラ（2022年、ミニカ）
- 終末のワルキューレII（2023年、カストル）
- T・Pぼん（2024年、シュリーマン〈少年時代〉）
- ラッキーなサファリでおにごっこ!?（2024年、ポケモンレンジャー）
- リコリス・リコイル Friends are thieves of time.（2025年、乙女サクラ）

### ゲーム
2014年
- 海賊ファンタジア（白金演者レパード 他）
- 白猫プロジェクト（セレスティア、ダリア）
- トイズドライブ（タクト・レナード）

2015年
- 憂世ノ志士・憂世ノ浪士（坂本龍馬 / 女主人公A、沖田芳次郎 / 女主人公A） - 2作品
- 鋼鉄のワルツ（M18ヘルキャット ダクニー・デービス）

2016年
- SAY-U（チカ）
- モン娘☆は〜れむ（朱雀ラビリエ、悪の幹部ラビリエ）
- ルフランの地下迷宮と魔女ノ旅団（フリッツ）
- 螺旋の境界線
- ポケモンガオーレ（男の子プレイヤー）
- クイズRPG 魔法使いと黒猫のウィズ（エレニ・ビセット）
- 剣が君 百夜綴り（九十九丸〈幼少期〉）

2017年
- サウザンドメモリーズ（厳砕の犬闘士ケイル）
- ファンタジースクワッド（ミニエム）
- ロボットガールズZ ONLINE（ライガーン）
- Ragnarok〜ヴァルハラサーガ〜（スルーズ）

2018年
- モンスターハンター：ワールド（受付嬢）
- アイドルマスター シンデレラガールズ（2018年 - 2023年、結城晴） - 2作品
- 神無月（ヴァレラ）
- 光と闇の対決〜輪廻のFight Song〜（ロッキー）
- 共闘ことばRPG コトダマン（2018年 - 2024年、ヨッス、大倉燁子、わくリン）
- オルターレコードアジャストメント（那須与一）
- ひぐらしのなく頃に奉（園崎魅音〈雛見沢停留所〉）
- プリンセスコネクト！Re:Dive（2018年 - 2024年、カヤ / 鬼道嘉夜、猫、ジャック）
- メイド イン ワリオ ゴージャス（ナインボルト、クリナ）
- ドールズフロントライン（F1、M1897）
- 崩壊3rd（真田幸村）
- アークザラッド R（フォン）
- 恒星少女 -Do The Scientists Dream of Girls'Asterism?-（アルナスル）

2019年
- Witch's Weapon-魔女兵器-（アイスティーナ）
- ガーディアン・プロジェクト（ボルチモア、グローリアス、ヴォロシーロフ）
- SAMURAI SPIRITS（緋雨閑丸） - DLC追加キャラクター
- Shadowverse（喧嘩屋の少女・カヤ）

2020年
- 絵師神の絆（コバルト）
- 禍つヴァールハイト（イラカ・マニエ）
- CARAVAN STORIES（ハヤミ）
- ドラゴンクエストX 目覚めし五つの種族 オンライン（ラスカ）
- ディズニー ツイステッドワンダーランド（ドミニク）
- ファイナルギア -重装戦姫-（オイフェ）

2021年
- BLAZBLUE ALTERNATIVE DARKWAR（アカネ＝テルヒコ）
- パズル&ドラゴンズ（緋雨閑丸）
- New ポケモンスナップ（フィル）
- アイドルマスター ポップリンクス（結城晴）
- おすそわける メイド イン ワリオ（ナインボルト、クリナ、レオ）
- 鬼滅の刃 ヒノカミ血風譚（手鬼の兄）
- アーテリーギア-機動戦姫-（グリア）

2022年
- ラディアンテイル（コリヴス）
- ドルフィンウェーブ（村早麻汐）
- 無期迷途（テトラ）
- ワールドフリッパー（ヴァーレイン）

2023年
- ドラゴンクエストX 眠れる勇者と導きの盟友 オフライン（ラスカ）
- ストリートファイター6（エリザ）
- BLUE PROTOCOL（マスキエッタ）
- なつもん! 20世紀の夏休み（サトル）
- ラディアンテイル 〜ファンファーレ！〜（コリヴス〈少年〉）
- 嘘から始まる恋の夏（橘薫）
- グランブルーファンタジー（2023年 - 2025年、幼い頃のカラクラキル、コク）
- 超おどる メイド イン ワリオ（ナインボルト、レオ）
- ブルーアーカイブ -Blue Archive-（2023年 - 2025年、不破レンゲ）
- タワーオブスカイ（ファイーラ）
- NextNinja（オイカッツォ）

2024年
- ポケモンマスターズEX（チュウスケ〈ポケモンごっこ〉）
- アズールレーン（インディアナ）
- モンスターストライク（2024年 - 2025年、オイカッツォ、天火）
- アッシュエコーズ（焔響）
- ちゃんごくし（孫堅）

2025年
- ヘブンバーンズレッド（颯太）
- 機動戦士ガンダム U.C. ENGAGE（ユート・オールディス）
- Link!Like!ラブライブ!（広実の友達）

### ドラマCD
- アキハバラフォーリンラブ（2014年、長谷川悠貴〈少年時代〉、書店員）
- バトルスピリッツ ダブルドライブ オリジナルドラマCD「究極! 試練の三番勝負!」（2017年、茂上駿太）
- アイドルマスター シンデレラガールズ U149（2018年、結城晴） - 第2・3巻特別版オリジナルCD
- 劇場版 Fate/stay night [Heaven's Feel] II.lost butterfly Original Drama CD「インタビュー 未推敲 掲載予定なし」（2019年、間桐慎二〈幼少期〉）
- 蟷螂の檻（2019年、幼少育朗）
- 私の百合はお仕事です!（2023年、橘純加） - Blu-ray各巻特典
- 嘘から始まる恋の夏 どうする?どうなる?半同棲!（2024年、橘薫）

### オーディオドラマ
- BURNS SKOOL（2021年 - 、浅海星桜）
- 嘘から始まる恋の夏 ボイスドラマ『恋、降る』（2022年、橘薫[109]）
- 私の百合はお仕事です! シチュエーションボイスPV（2023年、橘純加）
- 君の過去にさよならの未来を数えて（2023年、崎野 夢芽）
- 幕末動乱美少女伝（2024年、伊藤博文、真田幸歓）

### ASMR
- 圧倒的添い寝CD 〜距離感の近い女友達にいっぱい癒されちゃう〜（2022年、友達ちゃん〈佳奈〉）
- いえカノ～光属性JKに心をポカポカしてもらう一日～（2024年、及川絃葉）

### デジタルコミック
- 4分間の終わりに（2022年、アニタ[110]）
- キメラと体目当ての博士（2023年、又見ミドリ[111]）
- 美女と野獣の死亡フラグが立っている悪役に転生したけど、魔法使いと恋に落ちそうです!? （2023年、クロエ[112]）
- シバつき物件（2024年、むうちゃん[113]）

### 吹き替え

#### 映画
2014年
- メガストーム（セリーナ）

2021年
- ダニエル（少年ダニエル）
- ミナリ（ジョニー）
- グレッグのダメ日記
- L.O.L サプライズ ザ・ムービー（ローンスター）

2022年
- ノット・オッケー!（ハーパー〈ナディア・アレクサンダー〉）

2023年
- ミリオン・マイルズ・アウェイ 遠き宇宙への旅路
- エクソシスト 信じる者（タイラー〈ロリー・グロス〉）
- ボトムス 〜最底で最強?な私たち〜（PJ〈レイチェル・セノット〉）

2024年
- TALK TO ME トーク・トゥ・ミー（ヘイリー〈ゾーイ・テラケス〉）
- コンクリート・ユートピア（チュモン〈クォン・ウンソン〉）
- はみだしエルフが町にやって来た!
- 俺らのマブダチ リッキー・スタニッキー（カーリー〈アップル・ファレリー〉）
- ボルテスV レガシー（リトル・ジョン・アームストロング〈ラファエル・ランディコ〉）

#### ドラマ
2020年
- 別世界からのメッセージ（ピエロの少年）

2021年
- ウォーキング・デッド: ワールド・ビヨンド

2022年
- ステーション・イレブン（アレクサンドラ〈フィリッピーヌ・ヴェルジュ〉）
- DMZ ニューヨーク非武装地帯（ニコ〈ヴィーナス・アリエル〉）
- 戦え!チアスクワット
- きみがぼくを見つけた日（幼少期のヘンリー・デンタブル）

2024年
- レディ・イン・ザ・レイク（ジュディス〈マイキー・マディソン〉）
- フォールアウト（デイン〈ゼリア・メンデス＝ジョーンズ〉）
- レジデント・エイリアン3 〜宇宙からの訪問者〜（マックス）
- 誰もいない森の奥で木は音もなく倒れる
- 焦がれ（ヴェラ〈ベアトリス・プッチッリ〉）
- ボルテスV レガシー（リトル・ジョン・アームストロング〈ラファエル・ランディコ〉）

2025年
- ザ・スタジオ（クイン〈チェイス・スイ・ワンダーズ〉）
- カレーム 宮廷料理人（アガット〈アリス・ダ・ルス〉）
- マーサー教授の殺人事件簿（イジー）
- セイレーンの誘惑（シモーネ〈ミリー・オールコック〉）

#### テレビ番組
- ワッフルとモチのレストラン（2022年、ギャビン）

#### アニメ
- パウ・パトロール（2019年 - 、マーシャル[126]）
  - パウ・パトロール カーレース大作戦 GO! GO!（2020年、マーシャル）
  - パウ・パトロール ザ・ムービー（2021年、マーシャル[127]）
  - パウ・パトロール ザ・マイティ・ムービー（2023年、マーシャル[128]）
- ジェリーストーン!（2022年、オギー）
- デッド・エンド: ようこそ! オカルト遊園地へ（2022年、アデラ）
- キャッチ!ティニピン（2022年、バロピン[129]、ナイル）
- プチ・ニコラ パリがくれた幸せ（2023年、ニコラ[130]）
- あの年のクリスマス（2024年、ダニー）
- スパイダーマン:フレンドリー・ネイバーフッド（2025年、ニコ・ミノル[131]）

### ナレーション
- 大漁！関東沖釣り爆釣会（2014年4月 - 放送中）
- FV CLIMAX しろ〜と5
- 目指せ！ジョッキーベイビーズ（2016年 - 2019年）
- ドラゴンクエストビルダーズ２ あま〜い♡建築 スピードワゴン小沢＆ザ・たっちの風水ハウジング（2019年）
- やべっちスタジアム（2021年 週替わりナレーター）
- 就活龍（2021年10月 - 放送中）
- 浪川&岡本 ボイコミ ラボ（2022年3月 - 2023年4月 - 放送中、BSJapanext）※一部の回にはゲストとしても出演

### 舞台
- OASIS（2010年12月7日 - 12日、シアターグリーン BIG TREE THEATER） - コタロウ 役[132]
- 大江戸に降る雪（2011年2月3日 - 7日、シアターグリーンBIG TREE THEATER） - 響 役[133]
- ハッチ2011（2011年4月6日 - 10日、萬劇場） - まこと 役（ダブルキャスト）[134]
- Dragon Question!（2011年6月29日 - 7月3日、池袋シアターグリーン BIG TREE THEATER） - アンジェラ 役[135]
- GOEMON痛快伝（2011年8月31日 - 9月4日、品川六行会ホール） - 仙波 役[136]
- Death of a Samurai（2011年11月9日 - 13日、ウッディシアター中目黒） - イズナ 役（トリプルキャスト）[137]
- PRISM（2012年5月16日 - 20日、シアターグリーンBIG TREE THEATER） - 巴 役[138]
- らき☆すた≒おん☆すて（2012年9月20日 - 30日、シアターGロッソ） - 岩崎みなみ 役[139][140]
- ガールズ☆ファイト（2013年1月17日 - 21日、新宿シアターモリエール） - 早見マリコ 役[141]
- LIVE ACT「BLAZBLUE」〜CONTINUUM SHIFT〜（2014年3月6日 - 9日、天王洲銀河劇場） - マコト=ナナヤ 役[142]
- ペルソナ4 ジ・アルティメット イン マヨナカアリーナ（2014年12月19日 - 23日、東京芸術劇場プレイハウス） - 里中千枝 役[143]
- HIDEYOSHI 2015（2015年3月3日 - 8日、シアターグリーン BIG TREE THEATER） - 蘭丸 役[144]
- 雛見沢停留所〜ひぐらしのなく頃に原典〜（2015年8月26日 - 30日、八幡山ワーサルシアター） - 園崎魅音 役[145]
- クジラの子らは砂上に歌う（2016年4月14日 - 19日、AiiA 2.5 Theater Tokyo） - ギンシュ 役[146]
  - クジラの子らは砂上に歌う（再演）（2018年1月25日 - 28日、AiiA 2.5 Theater Tokyo / 2月2日 - 4日、サンケイホールブリーゼ） - ギンシュ 役
- ペルソナ4 ジ・アルティマックス ウルトラスープレックスホールド（2016年7月6日 - 10日、シアターGロッソ） - 里中千枝 役[147]
- LIVE ACT「BLAZBLUE」〜CONTINUUM SHIFT〜再起動（2016年8月10日 - 14日、新宿村LIVE） - マコト=ナナヤ 役[148]
- ROSE GUNS DAYS-Last Season-（2018年12月28日 - 12月31日、シアターサンモール） - ジャンヌ・天川 役
- ことだま屋本舗EXステージvol.7「ことだま屋×Z4」『宇宙人プルカ』 - 熊田梨奈 役
- ことだま屋本舗☆リーディング部その12『怪人スカウト2021』 - 予防怪人ソナエール、戦闘員2、共謀者B、幼なじみ、ナレーション 役
- 朗読劇「ネコたん！〜猫町怪異奇譚〜」（2024年5月14日、あうるすぽっと） - 龍石李依 役[149]

### ラジオ
※はインターネット配信。
- 大喜利四賢者の「オレたちしんけんじゃ!」（2014年、BBstation※）アシスタントMC
- ナースウィッチ小麦ちゃんR WEBラジオ「レッツ!コムギケーション!」（2015年 - 2016年、日テレオンデマンド※・アニメイトTV※）[150]
- VOICE SESSION（2016年、HiBiKi Radio Station※）[151]
- 小市眞琴のヒトリゴト（2023年、文化放送超!A&G+※）[13]

### ネット番組
2014年
- TGS2014 ブシロードブース　スペシャルステージ生中継（トイズドライブ　トークステージ）（ニコニコ生放送：2014年9月20日、21日）

2015年
- ブシモ放送局（ニコニコ生放送：2015年2月 - ）
- KLabGames28時間感謝祭（ニコニコ生放送：2015年12月25日、26日）
- 「ナースウィッチ小麦ちゃんR」サウンドトラック&キャラクターソングス 発売記念公開生放送＠ニコニコ本社（ニコニコ生放送：2016年3月5日）
- AnimeJapan2016 日テレアニメ 春のぶっ通し祭！〜ステージ増し増しニコ生放送中〜（『ナースウィッチ小麦ちゃんR』最終回放送直後だよ！ぶっちゃけトーク＆ライブステージ）（ニコニコ生放送：2015年3月27日）

2016年
- ライブダムカンパニー（#11 ニコニコチャンネル：2016年2月29日、YouTube：2016年3月10日）
- 大喜利四賢者の『オレたちしんけんじゃ!』（ニコニコ生放送：2016年5月30日）
- 「ナースウィッチ小麦ちゃんR」まじかる☆あ〜るのガチでGO!!（ニコニコ生放送：2016年5月31日 - ）

2019年
- &CAST!!!アワー 小市眞琴・藍原ことみのラブパレット！（&CAST!!!：2019年10月1日 - 、超!A&G+：2019年10月8日 - ）

2021年
- 小市眞琴・武田羅梨沙多胡・ながえゆあの『お絵かきDIY！』（ニコニコ生放送：2021年 - ）

### 映像商品
- 小野友樹×浜添伸也のはぢめてやっちゃいました！〜2人で仲良くはじめてのダンス〜（2015年1月23日発売）
- THE IDOLM@STER CINDERELLA GIRLS Live Broadcast 24magic 〜シンデレラたちの24時間生放送！〜（2021年）[159]
- THE IDOLM@STER M@STERS OF IDOL WORLD!!!!! 2023 Blu-ray PERFECT BOX!!!!!（2023年）[160]

### その他コンテンツ
- アニメ『アイドルマスター シンデレラガールズ劇場 3rd SEASON』DVD/BD 第1巻 特典CD「なんちゃってコメンタリー」（2018年）
- うごくこえプロジェクト 富士マリンプール音声案内（2019年）[161]

## ディスコグラフィ

### キャラクターソング
| 発売日   | 商品名                                                                                            | 歌 | 楽曲                                                                        | 備考                                                                       |
| 2016年   | 2016年                                                                                            | 2016年 | 2016年                                                                      | 2016年                                                                     |
| -------- | ------------------------------------------------------------------------------------------------- | --- | --------------------------------------------------------------------------- | -------------------------------------------------------------------------- |
| 1月27日  | Ready Go!!                                                                                        | まじかる☆あ〜る | 「Ready Go!!」                                                              | テレビアニメ『ナースウィッチ小麦ちゃんR』オープニングテーマ                |
| 1月27日  | Ready Go!!                                                                                        | まじかる☆あ〜る | 「Starlight Start」                                                         | テレビアニメ『ナースウィッチ小麦ちゃんR』関連曲                            |
| 3月2日   | TVアニメ「ナースウィッチ小麦ちゃんR」サウンドトラック&キャラクターソングス                        | 如月ツカサ（小市眞琴） | 「イロヅクネガイ」                                                          | テレビアニメ『ナースウィッチ小麦ちゃんR』関連曲                            |
| 3月2日   | TVアニメ「ナースウィッチ小麦ちゃんR」サウンドトラック&キャラクターソングス                        | まじかる☆あ〜る | 「Break your chains」                                                       | テレビアニメ『ナースウィッチ小麦ちゃんR』関連曲                            |
| 2018年   |                                                                                                   | |                                                                             |                                                                            |
| 1月27日  | アイドルマスター シンデレラガールズ U149 第2巻特別版特典CD                                        | 赤城みりあ（黒沢ともよ）、結城晴（小市眞琴） | 「青空エール」                                                              | 漫画『アイドルマスター シンデレラガールズ U149』関連曲                     |
| 1月27日  | アイドルマスター シンデレラガールズ U149 第2巻特別版特典CD                                        | 結城晴（小市眞琴） | 「お願い！シンデレラ（M@STER VERSION）」                                    | 漫画『アイドルマスター シンデレラガールズ U149』関連曲                     |
| 5月30日  | アイドルマスター シンデレラガールズ U149 第3巻特別版特典CD                                        | 櫻井桃華（照井春佳）、佐々木千枝（今井麻夏）、橘ありす（佐藤亜美菜）、結城晴（小市眞琴）、龍崎薫（春瀬なつみ）                                           | 「ドレミファクトリー！」                                                    | 漫画『アイドルマスター シンデレラガールズ U149』関連曲                     |
| 5月30日  | アイドルマスター シンデレラガールズ U149 第3巻特別版特典CD                                        | 一ノ瀬志希（藍原ことみ）、結城晴（小市眞琴） | 「BEYOND THE STARLIGHT（M@STER VERSION）」                                  | 漫画『アイドルマスター シンデレラガールズ U149』関連曲                     |
| 9月12日  | THE IDOLM@STER CINDERELLA GIRLS LITTLE STARS! なつっこ音頭                                        | 赤城みりあ（黒沢ともよ）、城ヶ崎莉嘉（山本希望）、橘ありす（佐藤亜美菜）、結城晴（小市眞琴）、龍崎薫（春瀬なつみ）                                       | 「なつっこ音頭」                                                            | テレビアニメ『アイドルマスター シンデレラガールズ劇場』エンディングテーマ  |
| 9月12日  | THE IDOLM@STER CINDERELLA GIRLS LITTLE STARS! なつっこ音頭                                        | 結城晴（小市眞琴） | 「なつっこ音頭」                                                            | テレビアニメ『アイドルマスター シンデレラガールズ劇場』関連曲              |
| 10月30日 | アイドルマスター シンデレラガールズ U149 第4巻特別版特典CD                                        | 赤城みりあ（黒沢ともよ）、結城晴（小市眞琴）、市原仁奈（久野美咲）                                                                                       | 「Yes! Party Time!!」                                                       | 漫画『アイドルマスター シンデレラガールズ U149』関連曲                     |
| 2019年   |                                                                                                   | |                                                                             |                                                                            |
| 7月17日  | THE IDOLM@STER CINDERELLA GIRLS STARLIGHT MASTER 30 ガールズ・イン・ザ・フロンティア              | 結城晴（小市眞琴）、赤城みりあ（黒沢ともよ）、脇山珠美（嘉山未紗）、緒方智絵里（大空直美）、城ヶ崎美嘉（佳村はるか）                                     | 「青空エール（M@STER VERSION）」                                            | ゲーム『アイドルマスター シンデレラガールズ スターライトステージ』関連曲   |
| 2020年   |                                                                                                   | |                                                                             |                                                                            |
| 4月15日  | THE IDOLM@STER CINDERELLA GIRLS STARLIGHT MASTER 38 Fascinate                                     | 片桐早苗（和氣あず未）、結城晴（小市眞琴）、三村かな子（大坪由佳）                                                                                       | 「EZ DO DANCE」                                                             | ゲーム『アイドルマスター シンデレラガールズ スターライトステージ』関連曲   |
| 4月29日  | THE IDOLM@STER CINDERELLA GIRLS STARLIGHT MASTER for the NEXT! 08 輝け！ビートシューター          | 結城晴（小市眞琴）、的場梨沙（集貝はな） | 「輝け！ビートシューター（M@STER VERSION）」                                | ゲーム『アイドルマスター シンデレラガールズ スターライトステージ』関連曲   |
| 4月29日  | THE IDOLM@STER CINDERELLA GIRLS STARLIGHT MASTER for the NEXT! 08 輝け！ビートシューター          | 結城晴（小市眞琴） | 「輝け！ビートシューター（M@STER VERSION）」                                | ゲーム『アイドルマスター シンデレラガールズ スターライトステージ』関連曲   |
| 4月29日  | プリンセスコネクト！Re:Dive PRICONNE CHARACTER SONG 14                                            | イノリ（藤田茜）、カヤ（小市眞琴）、ホマレ（大西沙織）                                                                                                   | 「in flames」                                                               | ゲーム『プリンセスコネクト！Re:Dive』挿入歌                                |
| 2021年   |                                                                                                   | |                                                                             |                                                                            |
| 4月30日  | アイドルマスター シンデレラガールズ U149 第7巻特別版特典CD                                        | 新田美波（洲崎綾）、結城晴（小市眞琴） | 「銀のイルカと熱い風」                                                      | 漫画『アイドルマスター シンデレラガールズ U149』関連曲                     |
| 6月21日  | 騒乱前夜                                                                                          | B-Transition | 「騒乱前夜」                                                                | 『BURNS SKOOL』関連曲                                                      |
| 7月28日  | プリンセスコネクト！Re:Dive PRICONNE CHARACTER SONG 22                                            | カヤ（小市眞琴）、ホマレ（大西沙織）、イノリ（藤田茜）                                                                                                   | 「Seize The Day!」                                                          | ゲーム『プリンセスコネクト！Re:Dive』挿入歌                                |
| 7月28日  | プリンセスコネクト！Re:Dive PRICONNE CHARACTER SONG 22                                            | カヤ（小市眞琴） | 「Seize The Day!」                                                          | ゲーム『プリンセスコネクト！Re:Dive』挿入歌                                |
| 7月28日  | THE IDOLM@STER CINDERELLA GIRLS STARLIGHT MASTER GOLD RUSH! 09 Just Us Justice                    | 南条光（神谷早矢佳）、脇山珠美（嘉山未紗）、結城晴（小市眞琴）、上条春菜（長島光那）、片桐早苗（和氣あず未）                                             | 「Just Us Justice（M@STER VERSION）」                                       | ゲーム『アイドルマスター シンデレラガールズ スターライトステージ』関連曲   |
| 7月28日  | THE IDOLM@STER CINDERELLA GIRLS STARLIGHT MASTER GOLD RUSH! 09 Just Us Justice                    | 結城晴（小市眞琴） | 「Just Us Justice（M@STER VERSION）」                                       | ゲーム『アイドルマスター シンデレラガールズ スターライトステージ』関連曲   |
| 8月9日   | BORDER                                                                                            | 岩咲誉（大地葉）、浅海星桜（小市眞琴） | 「BORDER」                                                                  | 『BURNS SKOOL』関連曲                                                      |
| 9月27日  | TO-B                                                                                              | B-Transition | 「TO-B」                                                                    | 『BURNS SKOOL』関連曲                                                      |
| 2022年   |                                                                                                   | |                                                                             |                                                                            |
| 6月26日  | Nameless PRidE                                                                                    | B-Transition | 「Nameless PRidE」                                                          | 『BURNS SKOOL』関連曲                                                      |
| 6月29日  | THE IDOLM@STER CINDERELLA GIRLS STARLIGHT MASTER R/LOCK ON! 06 Demolish                           | 本田未央（原紗友里）、ナターリア（生田輝）、結城晴（小市眞琴）                                                                                           | 「Demolish（M@STER VERSION）」                                              | ゲーム『アイドルマスター シンデレラガールズ スターライトステージ』関連曲   |
| 6月29日  | THE IDOLM@STER CINDERELLA GIRLS STARLIGHT MASTER R/LOCK ON! 06 Demolish                           | 結城晴（小市眞琴） | 「Demolish（M@STER VERSION）」                                              | ゲーム『アイドルマスター シンデレラガールズ スターライトステージ』関連曲   |
| 7月6日   | くノ一ツバキの胸の内 あかね組音楽集                                                               | ドクダミ（川井田夏海）、アオギリ（小市眞琴）、シャクヤク（土屋李央）                                                                                     | 「あかね組活動日誌 〜亥班〜」                                               | テレビアニメ『くノ一ツバキの胸の内』エンディングテーマ                     |
| 7月6日   | くノ一ツバキの胸の内 あかね組音楽集                                                               | あかね組ねうしとらうたつみうまひつじさるとりいぬい | 「あかね組活動日誌 〜ねうしとらうたつみうまひつじさるとりいぬい大集合！〜」 | テレビアニメ『くノ一ツバキの胸の内』エンディングテーマ                     |
| 12月28日 | THE IDOLM@STER CINDERELLA GIRLS STARLIGHT MASTER PLATINUM NUMBER 01 MOTTO!                        | 久川凪（立花日菜）、西園寺琴歌（安齋由香里）、桐生つかさ（河瀬茉希）、白菊ほたる（天野聡美）、村上巴（花井美春）、関裕美（会沢紗弥）、結城晴（小市眞琴） | 「MOTTO!」                                                                  | ゲーム『アイドルマスター シンデレラガールズ スターライトステージ』関連曲   |
| 2023年   |                                                                                                   | |                                                                             |                                                                            |
| 4月19日  | THE IDOLM@STER CINDERELLA GIRLS U149 ANIMATION MASTER 01 Shine In The Sky☆                        | U149 | 「Shine In The Sky☆」                                                       | テレビアニメ『アイドルマスター シンデレラガールズ U149』オープニングテーマ |
| 4月19日  | THE IDOLM@STER CINDERELLA GIRLS U149 ANIMATION MASTER 01 Shine In The Sky☆                        | 結城晴（小市眞琴） | 「Shine In The Sky☆」                                                       | テレビアニメ『アイドルマスター シンデレラガールズ U149』関連曲             |
| 5月10日  | THE IDOLM@STER CINDERELLA GIRLS U149 ANIMATION MASTER 02 よりみちリトルスター                     | U149 | 「よりみちリトルスター」                                                    | テレビアニメ『アイドルマスター シンデレラガールズ U149』エンディングテーマ |
| 6月21日  | THE IDOLM@STER CINDERELLA GIRLS U149 ANIMATION MASTER 04 ゼロトゥワン!!                           | U149 | 「ゼロトゥワン!!」                                                          | テレビアニメ『アイドルマスター シンデレラガールズ U149』挿入歌             |
| 6月21日  | THE IDOLM@STER CINDERELLA GIRLS U149 ANIMATION MASTER 04 ゼロトゥワン!!                           | 結城晴（小市眞琴） | 「ACE」                                                                     | テレビアニメ『アイドルマスター シンデレラガールズ U149』エンディングテーマ |
| 6月28日  | THE IDOLM@STER CINDERELLA GIRLS U149 ANIMATION MASTER 05 グッデイ・グッナイ                       | U149 | 「グッデイ・グッナイ」                                                      | テレビアニメ『アイドルマスター シンデレラガールズ U149』エンディングテーマ |
| 6月28日  | THE IDOLM@STER CINDERELLA GIRLS U149 ANIMATION MASTER 05 グッデイ・グッナイ                       | 橘ありす（佐藤亜美菜）、結城晴（小市眞琴）、龍崎薫（春瀬なつみ）                                                                                         | 「SUN♡FLOWER」                                                              | テレビアニメ『アイドルマスター シンデレラガールズ U149』挿入歌             |
| 6月28日  | THE IDOLM@STER CINDERELLA GIRLS U149 ANIMATION MASTER 05 グッデイ・グッナイ                       | U149 | 「ドレミファクトリー！」                                                    | テレビアニメ『アイドルマスター シンデレラガールズ U149』挿入歌             |
| 7月5日   | THE IDOLM@STER CINDERELLA GIRLS U149 ANIMATION MASTER 06 キラメキ☆                                | U149 | 「キラメキ☆」                                                               | テレビアニメ『アイドルマスター シンデレラガールズ U149』挿入歌             |
| 7月5日   | THE IDOLM@STER CINDERELLA GIRLS U149 ANIMATION MASTER 06 キラメキ☆                                | 結城晴（小市眞琴） | 「キラメキ☆」                                                               | テレビアニメ『アイドルマスター シンデレラガールズ U149』関連曲             |
| 7月19日  | THE IDOLM@STER CINDERELLA GIRLS STARLIGHT MASTER PLATINUM NUMBER 04 Majoram Therapie              | 姫川友紀（杜野まこ）、結城晴（小市眞琴） | 「吼えろ」                                                                  | ゲーム『アイドルマスター シンデレラガールズ スターライトステージ』関連曲   |
| 9月11日  | マジックパーテーション\                                                                           | B-Transition | 「マジックパーテーション」                                                  | 『BURNS SKOOL』関連曲                                                      |
| 2024年   |                                                                                                   | |                                                                             |                                                                            |
| 1月1日   | AGE OF ARISE                                                                                      | B-Transition | 「AGE OF ARISE」                                                            | 『BURNS SKOOL』関連曲                                                      |
| 2月3日   | THE IDOLM@STER CINDERELLA GIRLS UNIT LIVE TOUR ConnecTrip! 石川公演&山形公演&岩手公演オリジナルCD | 結城晴（小市眞琴） | 「ゼロトゥワン!!」                                                          | テレビアニメ『アイドルマスター シンデレラガールズ U149』関連曲             |
| 4月6日   | THE IDOLM@STER CINDERELLA GIRLS UNIT LIVE TOUR ConnecTrip! 大阪公演&福岡公演&東京公演オリジナルCD | 結城晴（小市眞琴） | 「グッデイ・グッナイ」 「SUN♡FLOWER」                                       | テレビアニメ『アイドルマスター シンデレラガールズ U149』関連曲             |

## ライブ・イベント

### 合同ライブ
| 出演日               | タイトル                                                                                     | 会場                               |
| -------------------- | -------------------------------------------------------------------------------------------- | ---------------------------------- |
| 2018年9月8日・9日    | THE IDOLM@STER CINDERELLA GIRLS SS3A Live Sound Booth♪                                       | ヤマダグリーンドーム前橋（群馬県） |
| 2018年11月11日       | THE IDOLM@STER CINDERELLA GIRLS 6thLIVE MERRY-GO-ROUNDOME!!!                                 | メットライフドーム（埼玉県）       |
| 2019年10月19日       | バンダイナムコエンターテインメントフェスティバル                                             | 東京ドーム（東京都）               |
| 2019年11月9日・10日  | THE IDOLM@STER CINDERELLA GIRLS 7thLIVE TOUR Special 3chord♪ Funky Dancing!                  | ナゴヤドーム（愛知県）             |
| 2021年2月27日        | リスアニ! LIVE 2021                                                                          | 日本武道館（東京都）               |
| 2021年11月27日・28日 | THE IDOLM@STER CINDERELLA GIRLS 10th ANNIVERSARY M@GICAL WONDERLAND TOUR!!! Celebration Land | 幕張イベントホール（千葉県）       |
| 2022年4月3日         | THE IDOLM@STER CINDERELLA GIRLS 10th ANNIVERSARY M@GICAL WONDERLAND!!!                       | ベルーナドーム（埼玉県）           |
| 2022年9月3日・4日    | THE IDOLM@STER CINDERELLA GIRLS LIKE4LIVE #cg_ootd                                           | 日本ガイシホール（愛知県）         |
| 2022年11月26日・27日 | THE IDOLM@STER CINDERELLA GIRLS Twinkle LIVE Constellation Gradation                         | ベルーナドーム（埼玉県）           |
| 2023年2月12日        | THE IDOLM@STER M@STERS OF IDOL WORLD!!!!! 2023                                               | 東京ドーム（東京都）               |
| 2023年10月22日       | BURNS SKOOL 1ST LIVE -AGE OF ARISE-                                                          | GARDEN新木場FACTORY（東京都）      |
| 2023年12月10日       | 異次元フェス アイドルマスター★♥ラブライブ!歌合戦                                             | 東京ドーム（東京都）               |
| 2024年5月19日        | THE IDOLM@STER CINDERELLA GIRLS UNIT LIVE TOUR ConnecTrip! 福岡公演                          | Zepp Fukuoka（福岡県）             |

## 振付
- A-Theater 舞台「dance attendance upon you」（2011年12月27日 - 30日、新宿シアターモリエール）[162]
- A-Theater 舞台「くじらは虹色の音楽にのって」OP担当（2012年7月25日 - 29日、シアターグリーン BIG TREE THEATER）[3]
- A-Theater 舞台「恋文ガール!」OP・ED担当（2012年10月31日 - 11月4日、池袋シアターKASSAI）[163]
- A-Theater 舞台「ガールズ☆ファイト」OP担当（2013年1月17日 - 21日、新宿シアターモリエール）
- Tokyo Cheer2 Party「いいじゃん!」「夢番傘」「ひまわり」（2013年10月23日発売、シングルCD）[3]
- A-Theater 舞台「WORLD」OP担当（2013年12月19日 - 23日、シアターグリーン BIG TREE THEATER）[164]
- Tokyo Cheer2 Party「進め！フレッシュマン」「キセキノチカラ」（2014年4月9日発売、シングルCD）[3]
- Tokyo Cheer2 Party「MD」「スタートライン」（2014年11月19日発売、シングルCD）[3]
- はっぴぃはっぴぃどりーみんぐ 舞台「HIDEYOSHI 2015」（2015年3月3日 - 8日、シアターグリーン BIG TREE THEATER）[165]

### シリーズ一覧
1. ↑  第2期（2017年）、第3期（2019年）
2. ↑  第一期（2018年）、第四期（2023年）
3. ↑  第1シリーズ（2018年 - 2019年）、第2シリーズ（2019年 - 2020年）
4. ↑  中・高校生編（2018年 - 2019年）、『外伝 イフ-if-』（2020年）
5. ↑  第2期『II』（2019年）、第4期『IV 新章 迷宮篇』（2022年）
6. ↑  第1期（2020年 - 2021年）、第2期『みっくす！』（2021年 - 2022年）
7. ↑  第1シーズン（2020年）、第2シーズン（2021年）
8. ↑  第1期（2020年）、第2期『2』（2023年）
9. ↑  第1期（2021年）、第2期『-piece-』（2023年）
10. ↑  第1クール（2021年）、第2クール（2021年）
11. ↑  Season2（2021年）、続編『Divinez』Season1（2024年）、続編『Divinez』Season2（2024年）
12. ↑  第1期『-＃000000-』（2021年）、第2期『-＃FFFFFF-』（2022年）
13. ↑  第2期『2nd Season』（2022年）、第3期『3rd Season』（2024年）
14. ↑  1st Season（2022年）、2nd Season（2023年）
15. ↑  第1シーズン（2023年）、第2シーズン（2024年）
16. ↑  第4シーズン（2023年）、第5シーズン（2023年）
17. ↑  第1期（2023年）、第2期（2026年）
18. ↑  第1期『序幕東京』（2023年）、第2期『京都動乱』（2024年 - 2025年）
19. ↑  第2期（2023年）、第3期（2024年）
20. ↑  1st season（2023年 - 2024年）、2nd season（2024年 - 2025年）
21. ↑  第1期（2024年）、第2期（2025年）
22. ↑  第1クール（2025年）、第2クール（2025年）
23. ↑  シーズン1/パート1・2（2019年）、シーズン2/パート1（2023年）
24. ↑  『スターライトステージ』（2018年 - 2023年）、『シンデレラガールズ』（2018年 - 2021年）

### 初出話一覧
1. 1 2 3 4 5 6 7 8 9 10  第1話初出
2. 1 2  第3話初出
3. ↑  第13話初出
4. 1 2 3  第2話初出
5. 1 2 3 4  第5話初出
6. 1 2 3  第4話初出
7. 1 2  第6話初出
8. 1 2  第9話初出
9. ↑  第51話初出
10. ↑  第10話初出
11. 1 2  第11話初出
12. ↑  第12話初出
13. ↑  第15話初出
14. ↑  第19話初出

### ユニットメンバー
1. 1 2  吉田小麦（巴奎依）、西園寺ここな（山崎エリイ）、如月ツカサ（小市眞琴）
2. 1 2 3 4 5  公野太陽（藤原夏海）、犬江草太（石上静香）、鬼島蓮（福原綾香）、瀬名優一郎（藍原ことみ）、岩咲誉（大地葉）、浅海星桜（小市眞琴）、藤井エルヴィス（ファイルーズあい）
3. ↑  ツバキ（夏吉ゆうこ）、サザンカ（根本京里）、アサガオ（鈴代紗弓）、リンドウ（小原好美）、ベニスモモ（山根綺）、ミズバショウ（石見舞菜香）、トウワタ（富田美憂）、ウイキョウ（朝日奈丸佳）、キキョウ（田中美海）、モクレン（羊宮妃那）、ツワブキ（広瀬ゆうき）、ホウセンカ（河野ひより）、シオン（長谷川育美）、スズラン（遠野ひかる）、アジサイ（古賀葵）、フキ（南真由）、イタドリ（七瀬彩夏）、ウメ（和多田美咲）、ヒギリ（貫井柚佳）、スズシロ（高田憂希）、ハス（佳原萌枝）、ドクダミ（川井田夏海）、アオギリ（小市眞琴）、シャクヤク（土屋李央）、スミレ（ファイルーズあい）、アザミ（朝井彩加）、タンポポ（井上ほの花）、タチアオイ（市ノ瀬加那）、ヒグルマ（峯田茉優）、ハギ（近藤玲奈）、カゲツ（会沢紗弥）、ホトトギス（幸村恵理）、ムクゲ（伊藤彩沙）、ヒナギク（高野麻里佳）、キブシ（長縄まりあ）、オニユリ（大地葉）
4. 1 2 3 4 5  橘ありす（佐藤亜美菜）、櫻井桃華（照井春佳）、赤城みりあ（黒沢ともよ）、的場梨沙（集貝はな）、結城晴（小市眞琴）、佐々木千枝（今井麻夏）、龍崎薫（春瀬なつみ）、市原仁奈（久野美咲）、古賀小春（小森結梨）